# Amos Letwory
Amos Letwory (Zwolle, 16 september 1980) is een Nederlands voormalig voetballer die als aanvaller voor onder andere Helmond Sport speelde.

## Carrière
Amos Letwory speelde in de jeugd van CSV '28 en sc Heerenveen. In het seizoen 1998/99 maakte hij deel uit van de eerste selectie van Heerenveen, maar kwam niet in actie in de Eredivisie. Na dit seizoen vertrok hij naar FC Zwolle, waar hij ook niet in actie kwam. Hierna verkaste hij naar amateurclub VV Steenwijk, waarmee hij in 2001 van de Tweede naar de Eerste klasse promoveerde. Na een kort uitstapje bij Cambuur Leeuwarden, waar hij ook niet in actie kwam, keerde hij weer terug bij Steenwijk. Via Dieze West kwam hij bij Helmond Sport terecht. Hier debuteerde hij in het betaald voetbal op 22 september 2006, in de met 6-2 verloren uitwedstrijd tegen VVV-Venlo. Hij kwam in de 37e minuut in het veld voor Abdeloehap Yahia. Op 24 november maakte hij zijn basisdebuut tegen FC Eindhoven en scoorde hij in de 6e minuut de 0-2. Hierna speelde hij nog één wedstrijd, tegen TOP Oss. Hierna speelde hij nog voor de amateurclubs Dieze West, Dijkse Boys, WHC, SV Braakhuizen en SC Helmondia. Bij laatstgenoemde club scoorde hij in 2018 elf keer tijdens de met 0-24 gewonnen stadsderby tegen HVV Helmond.

### Statistieken
| Seizoen                     | Club           | Land           | Competitie     | Competitie | Competitie |
| Seizoen                     | Club           | Land           | Competitie     | Wed.       | Dlp.       |
| --------------------------- | -------------- | -------------- | -------------- | ---------- | ---------- |
| 2006/07                     | Helmond Sport  | Nederland      | Eerste divisie | 3          | 1          |
| Carrièretotaal              | Carrièretotaal | Carrièretotaal | Carrièretotaal | 3          | 1          |
| Bijgewerkt op 26 april 2022 |                |                |                |            |            |